# ランドスケープ・プロジェクトマネージャー
ランドスケープ・プロジェクトマネージャー (landscape project manager)は、イギリスのランドスケープ協会で定義している業種用語で、造園･ランドスケープについての専門的な訓練を受け、ランドスケープ・プロジェクト業務を受け持つプロジェクトマネージャ。管理技術者。業務範囲は植栽管理のための保全や保養施設などの設計から自然保護などまで多岐に渡る。

## 仕事の範囲
このマネージャーはデザインされたランドスケープつまりは公共の公園、個人庭園 や公共植物園、ゴルフコース、スポーツセンターなどの業務管理が主な担当であり、自然生態保護方面などでは、自然保護区、自然開放的な空間公園、国立公園などを担当する。

## スキル
ランドスケープのプロジェクトマネージャーの能力として日本においては業務上は登録ランドスケープアーキテクトの他、技術士建設部門の都市及び地方計画で造園分野を修めたもの、国や公的機関などから委託される建設コンサルティング業務の管理技術者・照査技術者になるための資格で一般社団法人 建設コンサルタンツ協会が実施する資格であるRCCM（シビルコンサルティングマネージャ：英語表記はRegistered Civil Engineering Conlsulting Manager）の「造園部門」の取得者。他に自然生態保護方面などではビオトープ管理士などもある。
日本国内においてランドスケープコンサルタントとして国の制度である建設コンサルタントの「造園部門」登録に必要な技術管理者については、原則として登録規程に定める技術士等 としているが、一定の実務経験を有する者についても、技術管理者として認定を受けることができる（建設コンサルタント登録規程第３条第１項ロ、参照）。
そのうちの一つRCCMは1991年に建設コンサルタント業務全般の技術責任者、および管理者のスペシャリスト育成の観点から創設された資格で、主に国土交通省が発注する各種調査設計、解析、計画業務において契約の適正な履行を図るための設計業務共通仕様書に規定されている管理技術者、照査技術者、業務担当者として、技術上の処理にあたることができる。造園部門の試験科目は品格技資第116号に専門技術部門として造園　対象施設分野　都市公園等と定められ、範囲は造園専門技術分野の業務経験、業務関連法制度、建設一般の知識、技術者倫理等、管理技術力に加え、土木関連の基礎的共通技術知識と造園専門技術知識が問われ、筆記試験にて実施される。合格者が資格を活用するには建設コンサルタンツ協会に備えられている「RCCM登録簿」に登録し、登録証の交付を受ける必要があるが、登録用件についてはRCCM資格試験に合格しているほかに、登録前2年の間にRCCMとしてふさわしくない不正などの行為を行ったことがないことや、RCCM資格試験合格後4年以上たつ者で更新や新規の登録を行う場合は所定のCPD単位数の取得とRCCM登録更新講習を受講していることがあげられる。
東日本高速道路株式会社など、旧日本道路公団の流れをくむ各社が取り扱う『調査等共通仕様書』では、設計業務において造園設計の管理技術者や照査技術者は技術士［建設部門（「都市及び地方計画」または「建設環境」）若しくは 環境部門（「環境保全計画」または「自然環境保全」）］の資格を有し、技術士法による登録を行っている者またはこれと同等の能力と経験を有する技術者（造園設計以外では技術士［建設部門、農業部門（「農業土木」）、林業部門（「森林土木」若しくは「林業」）若しくは環境部門（「自然環境保全」）]の資格を有し、技術士法による登録を行っている者またはこれと同等の能力と経験を有する技術者など）とし、「造園設計」の項でも、土木的図面でなく、造園としての設計意図伝達ができるように設計表現の見直しがなされ反映されている。
イギリスのランドスケープ協会では景観管理部門会員が自己でランドスケープアーキテクトとし、学部レベルの学位プログラムへの資格でランドスケープ管理業を営む会員の専門研究機関に支えられている。アメリカ合衆国では4年間の学部卒で、その専攻は建設 管理、観賞園芸や造園などである。ランドスケープ学科・一覧も参照。